# De sponskesrace
 De sponskesrace  is het 21ste album uit de Belgische stripreeks De avonturen van Urbanus en verscheen in 1989. Het werd getekend door Willy Linthout en bedacht door Urbanus zelf.

## Verhaal
Urbanus is depressief, hij ziet het niet meer zitten omdat hij geen ouders meer heeft, zie Het kunstmatige weeskindje. Hij zou graag naar zijn moeder in Congo gaan.

## Culturele verwijzingen
- In dit album gaat het verhaal nog verder op de achterkaft van de laatste pagina.